# James Milton Loy
James Milton Loy, ameriški admiral, * 10. avgust 1942, Altoona, Pensilvanija.